# 장명초등학교 장일분교
장명초등학교 장일분교는 대한민국 경기도 화성시에 있었던 공립 초등학교이다.

## 학교 연혁
- 1980년 10월 14일: 개교
- 2025년 2월 28일: 폐교[2] 및 장명초등학교 통폐합, 45년만에 폐교

## 참고 자료
- 장명초등학교장일분교장 - 한국교육학술정보원 학교알리미